# Julia Draganović
Julia Draganović (n. 1963, Hamburg, RFG) este o istorică și curatoare de artă germană. Una dintre prioritățile sale sunt relațiile culturale italo-germane. Din iulie 2019 conduce Academia Germană Roma Villa Massimo.

## Studii universitare
Julia Draganović a studiat germanistică, istoria artei, filozofie și romantism (italianistică) la Universitatea din Münster, obținând un doctorat în 1995 cu teza Figürliche Schrift. Zur darstellerischen Umsetzung von Weltanschauung in Jüngers erzählerischem Werk.

## Curatoare de artă și manager cultural
În 1999, Draganović a fondat "Kulturbüro LaRete" în Weimar, un colectiv de femei manageri culturale independente și din 1999 până în 2003, a organizat anual o dublă expoziție la Castelul Ettersburg.
În Weimar e președinte și membru al consiliului de administrație al Deutsch-Italienische Gesellschaft Thüringen (DIGIT eV) și in calitate de consilieră pentru afaceri europene la Ministerul Justiției și Afacerilor Europene din Turingia, a fost responsabilă de prezentarea Weimar, Capitala Culturală Europeană 1999 la Bruxelles. Pentru Bauhaus-Universität Weimar a conceput și organizat evenimentele culturale ale "Școlii de vară Bauhaus". Din 1999 până în 2003 a condus și programul internațional de burse al "ACC Galerie Weimar".
Din 2005 până în 2006, Julia Draganović a fost directoarea artistică al Muzeului de Artă Chelsea din New York și din 2009 până în 2014 a lucrat ca curatoare pentru Art Miami.
În 2004, la Modena, împreună cu Claudia Löffelholz, a fondat un colectiv de curatori de artă, o rețea culturală și un proiectului cultural numit "LaRete Art Projects". Din 2009 până în 2013, a curat Premiul Internațional pentru Artă Participativă din Bologna.
Din 2007 până în 2009 a lucrat ca directoare artistică al <i id="mwNg">PAN Palazzo delle Arti din Napoli</i>. Mai târziu, in anii 2010 și până în 2012 a comisariat "Art First" la Bologna (târg ce făcea parte din "Arte Fiera"), dedicată proiectelor făcute în spațiile publice urbane.
Din 2009 până în 2015 a fost membru al comitetului științific al MUDAM (Musée d'Art Moderne du Grand-Duc Jean) din Luxemburg. Din 2009 este membru al consiliului de administrație al organizației non-profit din New York "No Longer EmptyW. Din 2014, Julia Draganović a prezidat Asociația Internațională a Curatorilor de Artă Contemporană IKT, fondată în 1973 - printre alții - de Harald Szeemann.
Din 2013 până în 2019, Julia Draganović a condus galeria de artă Kunsthalle Osnabrück, punând un accent clar pe spectacole si încheind acest ultim angajament preluând conducerea Academiei Germane Roma Villa Massimo, unde își propune să facă din Villa Massimo un punct de referință pentru comunitățile temporare deschise, în care naționalitatea nu joacă niciun rol. Artiștii care nu au neapărat pașaport german, dar care locuiesc în Germania și care au obținut deja o recunoaștere în domeniul lor artistic, pot aplica pentru Premiul Roma. la Villa Massimo.

## Expoziții (selecție)
- Hautnah. Europäisches Atelierprogramm 1999 (ACC Galerie Weimar)[11]
- Herzblut – Schriftbild. 6. Europäisches Atelierprogramm 2001 (ACC Galerie Weimar)[12]
- Das Maß der Dinge. 7. Europäisches Atelierprogramm 2002 (ACC Galerie Weimar)[13]
- Übermenschen. 8. Europäisches Atelierprogramm 2002 (ACC Galerie Weimar)[14]
- Herkunft Niemandsland. 9. Europäisches Atelierprogramm 2003 (ACC Galerie Weimar)[15]
- Courtney Smith. Tongue and Groove: Sculptură mobilă (Chelsea Art Museum, 2006). Organizat cu Manon Slome[16]
- Click sau Ciocnire? Strategien der Zusammenarbeit (Recenzia expoziției, din 2012)[17]
- Michael Beutler, Architekt – Etienne Descloux, Künstler. (Kunsthalle Osnabrück, 2014 – 2015)[18]
- Maria José Arjona, Niklas Goldbach, Vlatka Horvat și alții: Was für a Fest? (Kunsthalle Osnabrück, 2015)[19]
- Pedro Cabrita Reis, Marie Cool und Fabio Balducci, José Dávila et al: Konkret mehr Raum Ausstellung (Kunsthalle Osnabrück, 2015)[20]
- Ernesto Pujol: Sisteme de greutate. (Kunsthalle Osnabrück, 2016)[21]
- Jan Tichy: Instalarea Nr. 29 (Kunsthalle Osnabrück/Neues Rathaus, 2017)[22]
- Felice Varini (Kunsthalle Osnabrück, 2018)[23]
- Andrea Mastrovito: Symphonie eines Jahrhunderts (Kunsthalle Osnabrück, 2018)[24]
- Katharina Hohmann: Inventur. (Kunsthalle Osnabrück, 2019)[25]

## Publicații (selecție)
- Andrea Dittrich și Julia Draganović: Über Menschen. Zur Zukunft des Humanen. 2 trupe, Glaux Verlag Christine Jäger KG, Jena 2003, ISBN 978-3-93174-361-1
- Julia Draganović și Antonella Tricoli (ed.): Fă-o singur. Die Welt des Künstlers, 8 Varianten. Nuovagrafica, Carpi 2006
- Julia Draganović: Eroi! Ca noi? Electa, Napoli 2007, ISBN 978-8-85100-417-0
- Julia Draganović și Tseng Fangling (ed.): Tracce nel Futuro/Footprints into the future . Texte de Julia Draganovic, Tseng Fangling și Nicola Oddati. Electa, Napoli 2007
- Julia Draganović: L'Impresa dell'arte/The Enterprise of Art Electa, Napoli, 2008, ISBN 88-510-0530-3
- Andrea Dietrich, Julia Draganovic și Claudia Löffelholz (ed.): Bauhaus se mișcă! /Das Bauhaus bewegt sich! Texte de Andrea Dietrich și Julia Draganović, Nuovagrafica, Carpi 2008
- Julia Draganović, Claudia Löffelholz (Hg.): Călătorie ușoară. nimic de pierdut/Traveling light. Nimic de pierdut. Nuovagrafica, Carpi 2008
- Wulf Herzogenrath, Julia Draganović: Yves Netzhammer . Hatje Cantz, Berlin 2009, ISBN 978-3-77572-318-3
- Stefano Cagol, Julia Draganović: Suferiți alarme . Studio d'Arte Raffaelli, Trento 2010, ISBN 978-8-89028-795-4
- Julia Draganović: Andrea Mastrovito. Ce se obține ușor se pierde ușor . Silvana Editoriale, Milano 2011, ISBN 9788836620333
- Julia Draganović și alții: Ochiul colecționarului. Lucrări video din Colecția Manuel de Santaren. Palladino Editore, Campobasso, 2012
- Julia Draganović, Anna Szynwelska (ed.): Această relevanță tulburătoare, inconfortabilă și discutabilă a artei în spațiul public . Texte de Chantal Mouffe, Mika Hannula, Maria Papadimitriou, Jadwiga Charzyńska, Julia Draganović și alții. Centrul de Artă Contemporană Laznia, Gdansk 2013, ISBN 978-83-61646-56-3[26]
- Kunsthaus Centre d'art Pasquart Biel/Bienne (ed.), Julia Draganović, Claudia Löffelholz (ed. și autori): IRWIN. Cum să citești o hartă. Verlag für moderni Kunst, Viena 2017, ISBN 978-3-90322-800-9
- Sabine Maria Schmidt, Julia Draganović, Christoph Faulhaber (ed.), Inke Arns, Julia Draganović, Christoph Faulhaber și alții: Christoph Faulhaber: A Golden Age. Hatje Cantz, Berlin 2019, ISBN 978-3-77574-512-3

## Opere
- Julia Draganović: Figürliche Schrift: zur darstellerischen Umsetzung von Weltanschauung in Ernst Jüngers erzählerischem Werk, teză de doctorat, Königshausen and Neumann, Literature Collection, Würzburg 1998, ISBN 978-3-8260-12.